# Estación de Barrio de la Concepción
Barrio de la Concepción es una estación de la línea 7 del Metro de Madrid situada en el barrio de la Concepción, en el distrito de Ciudad Lineal.

## Historia
La estación abrió al público el 17 de marzo de 1975 con el segundo tramo de la línea que se abrió al público entre Pueblo Nuevo y Avenida de América, y ha sido reformada a lo largo de 2006 para cambiar las bóvedas y paredes de mármol rojo con vetas por placas de vitrex azul. En 2019 se instalaron 3 ascensores en la estación, además de un nuevo vestíbulo para el ascensor que sale a la calle.
Del 1 al 4 de mayo de 2025, la estación permanece cerrada por el cierre del tramo San Blas-Cartagena, cortado por obras de renovación de señalización ferroviaria. Se establece un Servicio Especial de autobús gratuito entre ambas estaciones.

## Accesos
Vestíbulo Barrio de la Concepción

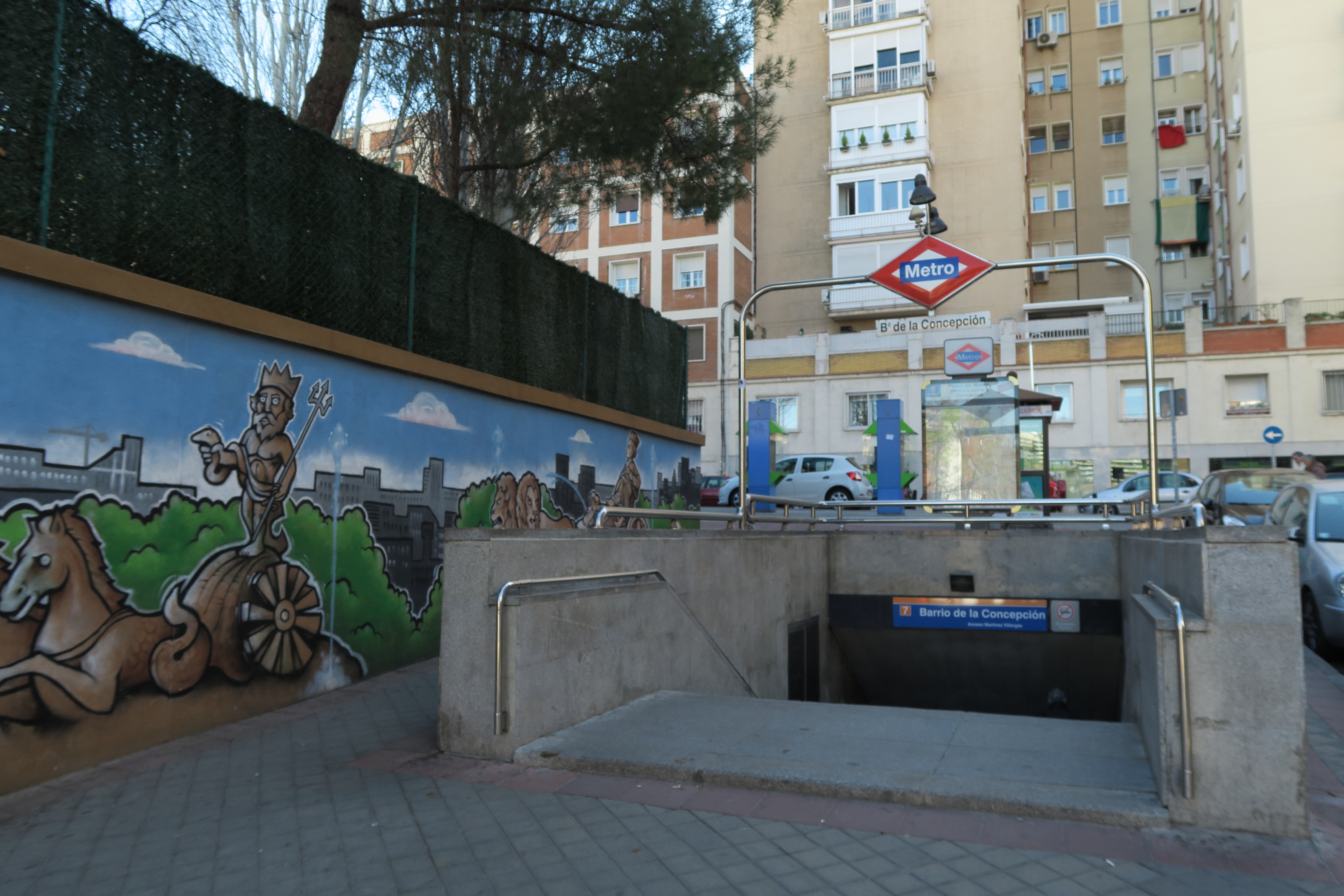
Acceso a la estación

- Martínez Villergas C/ Martínez Villergas, 1 (semiesquina C/ Virgen del Val)
- Virgen del Romero Pza. Virgen del Romero, 1 (esquina C/ Virgen de los Reyes)

Vestíbulo Martínez Villergas-Ascensor
- Ascensor C/ Martínez Villergas s/n (esquina C/ Francisco Giner de los Ríos)

## Líneas y conexiones

### Metro
| << cabecera                                                  | < estación   | línea | estación >             | cabecera >> |
| ------------------------------------------------------------ | ------------ | ----- | ---------------------- | ----------- |
| Hospital del Henares Cambio de tren en Estadio Metropolitano | Pueblo Nuevo |       | Parque de las Avenidas | Pitis       |

### Autobuses
| Diurnos |                          |                                                           |
| Línea   | Destino                  | Parada                                                    |
| 48      | Plaza de Manuel Becerra  | 776 VIRGEN DEL PORTILLO-POLIDEPORTIVO                     |
| 146     | Plaza del Callao         | 776 VIRGEN DEL PORTILLO-POLIDEPORTIVO                     |
| 21      | Barrio de El Salvador    | 1242 VIRGEN DEL SAGRARIO-VIRGEN DEL CASTAÑAR              |
| 21      | Paseo del Pintor Rosales | 1324 BARRIO DE LA CONCEPCIÓN (C/ Virgen del Sagrario, 23) |